# Азербайджано-колумбийские отношения
Азербайджано-колумбийские отношения — двусторонние дипломатические отношения между Азербайджаном и Республикой Колумбия в политической, экономической, культурной и иных сферах.

## Дипломатические отношения
Дипломатические отношения между Азербайджаном и Колумбией впервые были установлены 12 декабря 1994 года.
С 1 апреля 2014 года в Колумбии действует дипломатическое представительство Азербайджана. Посольство Азербайджана в Мексике одновременно является посольством Азербайджана в Колумбии.
Посольство Колумбии в Азербайджане действует в Баку с 10 января 2014 года.
В Милли Меджлисе Азербайджана действует межпарламентская рабочая группа  Азербайджан — Колумбия. Руководителем группы является Мушфиг Джафаров.
В Конгрессе Колумбии также действует колумбийско-азербайджанская группа дружбы
28 марта 2012 года Конгресс Колумбии принял резолюцию «Незаконная оккупация азербайджанских территорий» по Нагорно-Карабахскому конфликту.
30 июля 2013 года соответствующий документ (предложение) по Нагорно-Карабахскому конфликту и Ходжалинской резне был принят вторым Комитетом по внешним связям и делам национальной обороны Палаты представителей Конгресса Колумбии.
20 февраля 2017 года документ (утверждение) о 25-й годовщине Ходжалинской трагедии был принят вторым Комитетом по внешним связям и делам национальной обороны Конгресса Колумбии.
В декабре 2018 года вторым Комитетом Конгресса Колумбии была принята резолюция по Нагорно-Карабахскому конфликту, поддерживающая беспристрастную позицию Азербайджанской Республики.

## Официальные визиты
29 — 30 сентября 2016 года первый вице-президент Сената Колумбии Дайра де Хесус Гальвис Мендес, сенаторы Тересита Гарсия Ромеро и Марица Мартинес Аристисабаль посетили Азербайджан с целью принять участие в V Всемирном гуманитарном форуме, проходившем в городе Баку.
21 сентября 2017 года в ходе встречи между министром иностранных дел Колумбии Марией Ангелой Олгин и министром иностранных дел Азербайджана Эльмаром Мамедьяровым в городе Нью-Йорк была подписана декларация о развитии сотрудничества в области культуры и спорта.
16-18 июня 2017 года состоялась встреча министра иностранных дел Колумбии Марии Ангелы Олгин с Президентом Азербайджана Ильхамом Алиевым и министром иностранных дел Эльмаром Мамедьяровым.
30 мая 2017 года в ходе встречи между министром иностранных дел Колумбии Марией Ангелой Олгин и министром иностранных дел Азербайджана Эльмаром Мамедьяровым в городе Богота был подписан Меморандум о взаимопонимании в области культуры. Была представлена книга «Антология поэзии Колумбии и Азербайджана».
1 сентября 2016 года в городе Баку состоялась встреча Главы Европы Хуана Гийемро Кастро с заместителем министра иностранных дел Азербайджана Халафом Халафовым. Были обсуждены перспективы активизации торгово-туристического обмена между странами.
24-26 сентября 2014 года — Глава Европы Франсиско Кой совершил рабочий визит в Азербайджан с целью отслеживания вопросов двусторонней повестки дня и сотрудничества в области энергетики, торговли и экономического развития.
В мае 2014 года в Алжире состоялась встреча между заместителем министра иностранных дел Патти Лондоньо и министром иностранных дел Азербайджана Эльмаром Мамедьяровым в рамках XVII совещания Движения неприсоединения.
1 апреля 2014 года в городе Богота была проведена церемония открытия посольства Азербайджана в Колумбии.
В январе 2014 года в городе Баку была учреждена дипломатическая миссия Колумбии в Азербайджане.
25 сентября 2013 года в рамках 68-й Генеральной Ассамблеи ООН в городе Нью-Йорк состоялась встреча между министром иностранных дел Колумбии Марией Ангелой Олгин и министром иностранных дел Азербайджана Эльмаром Мамедьяровым.

## Договорно-правовая база
Между сторонами подписано 7 документов.

## Экономическое сотрудничество

### Товарооборот (тыс. долл)[3]
| Год  | Товарооборот | Импорт | Экспорт |
| 2013 | 796.2        | 785.8  | 1.4     |
| 2014 | 112.2        | 111.3  | 0.9     |
| 2015 | 522.3        | 486.1  | 54.2    |
| 2016 | 268.9        | 160.9  | 108     |
| 2017 | 445.97       | 374.73 | 71.24   |
| 2018 | 734.04       | 656.49 | 77.55   |

### Товарооборот (тыс. долл)
| Год  | Экспорт Азербайджана | Импорт Азербайджана | Сумма товарооборота |
| ---- | -------------------- | ------------------- | ------------------- |
| 2020 | 656,88               | 572,25              | 1 229,13            |
| 2021 | 8,20                 | 838,91              | 847,11              |
| 2022 | 32,81                | 6 899,86            | 6 932,67            |

Структура экспорта из Колумбии: фрукты, цветы, кофе.
Структура экспорта из Азербайджана: сумах, кермани, ковры, спортивное снаряжение.

## Туризм
С 22 ноября 2013 года вступил в силу закон об отмене виз для граждан Азербайджана, желавших посетить Колумбию.

## В области культуры
15 сентября 2013 года Министерством иностранных дел Колумбии был организован первый курс испанского языка для сотрудников Министерства иностранных дел Азербайджана. Этот курс проводится ежегодно на постоянной основе.
14 мая 2013 года в Азербайджанском Государственном Русском Драматическом театре имени Самеда Вургуна состоялся концерт колумбийских танцевальных коллективов «Fundacion Delirio» и «Hecho en Cali».
9 сентября 2015 года в Баку был проведён вечер колумбийской культуры.
16 марта 2016 года в университете Эль-Боске в Боготе состоялась презентация под названием «Азербайджан: от истории к независимости».
14 — 26 ноября 2016 года сборная Колумбии по волейболу среди девушек приняла участие в совместной учебно-тренировочной программе, которая проходила в Азербайджане в рамках совместного проекта Азербайджан — Колумбия по спортивному обмену.
20 февраля 2019 года в художественной галерее в старой части города Баку Ичери Шехер была проведена фотовыставка «Колумбия — Азербайджан: рапсодия цветов».
8 апреля 2019 года в колумбийском университете Экстернадо был создан исследовательский центр «Турция — Кавказ (Азербайджан)».